# 203 km (obwód riazański)
203 km (ros. 203 км) – przystanek kolejowy w miejscowości Riazań, w obwodzie riazańskim, w Rosji. Położony jest na linii Moskwa – Riazań – Samara.